# Lansoprazol
Lansoprazól je učinkovina iz skupine zaviralcev protonske črpalke in zavira izločanje želodčne kisline. V ZDA je zdravilo dobilo dovoljenje za promet leta 1995. Patent originalnega zdravila Prevacid je potekel 10. 11. 2009 in od takrat je na tržišču tudi v obliki generičnih zdravil. V Sloveniji so na tržišču naslednja zdravila, ki vsebujejo lansoprazol: Lansoprazol Actavis, Lanzoprazol Teva, Lanzul.

## Indikacije
Lansoprazol se uporablja za zdravljenje razjed v želodcu in dvanajstniku, gastroezofagealne refluksne bolezni (GERB) in Zollinger-Ellisonovega sindroma.

## Odmerjanje
Pri gastritisu, GERB in nezapletenih razjedah na dvanajstniku se daje lansoprazol enkrat dnevno v odmerku 30 mg. Pri zapletenih razjedah na dvanajstniku (na primer pri številnih razjedah, krvavečih ali velikih razjedah in pri bolnikih z drugimi hudimi boleznimi) je priporočeni odmerek 30 mg dvakrat dnevno. Pri Zollinger-Ellisonovem sindromu je začetni odmerek 60 mg, nato se prilagaja glede na bolnikov odziv. Pri nekaterih bolnikih uporabljajo odmerke do 180 mg. Trajanje zdravljenja je odvisno od bolezni, na primer pri začetnem zdravljenju razjed na dvanajstniku ali GERB je priporočeno trajanje jemanja zdravila 4 tedne. GERD sicer pogosto zahteva dolgotrajno zdravljenje.
Lansoprazol je na tržišču v obliki tablet ali kapsul, na voljo pa je tudi parenteralna oblika, namenjena bolnikom, ki ne morejo zaužiti zdravila. Odobreni intravenski odmerek je 30 mg dnevno največ 7 dni.

## Neželeni učinki
Pogosti neželeni učinki so glavobol, omotica, siljenje na bruhanje, driska, bolečine v trebuhu, zaprtje, bruhanje, napenjanje, suha usta ali grlo, porast jetrnih encimov, koprivnica, srbenje, izpuščaj in utrujenost. Občasno se pojavljajo motnje krvi (zmanjšano število belih krvničk ali krvnih ploščic, zvišana koncentracija eozinofilcev), depresija, bolečine v sklepih in mišicah, edemi. Ostali neželeni učinki so redkejši.
Zaviralci protonske črpalke lahko povečajo tveganje za zlom kolka in pojav driske, ki jo povzroča bakterija Clostridium difficile. Bolniki v bolnišničnih oddelkih za intenzivno nego pogosto prejemajo zaviralce protonske črpalke kot zaščito pred pojavom peptičnih razjed, vendar naj bi to povzročilo 30% porast tveganja za pljučnico.